# Пляц Констытуцьи (станция метро)
«Пляц Констытуцьи» (пол. Plac Konstytucji) (A12) — перспективная станция на I линии Варшавского метрополитена.
Станция «Пляц Констытуцьи» вместе со станцией «Муранув» была исключена из строительства в 1989 году из соображений экономии. Согласно планам она должна была находиться между станциями «Политехника» (перегон 592 метра) и «Центрум» (перегон 858 метров). По состоянию на 2011 год на месте запланированной станции находится вентиляционная шахта. Её киоск выходит на площадь Конституции.
24 января 2006 года власти Варшавы подняли вопрос о строительстве замороженных станций — «Пляц Констытуцьи» и «Муранув». Станция «Пляц Констытуцьи» должна находиться под Маршалковской улицей, вдоль площади Конституции до перекрёстка с улицей Гожа. Проектируемая станция должна быть короче, чем проектировалась в 80-х, то есть выходы со станции не будут находиться на площади Конституции. Местонахождение станции будет несколько сдвинуто в сторону улицы Вильчей.
Согласно планам[каким?], станция «Пляц Констытуцьи» в перспективе должна стать пересадочной на III линию.
Станцию начнут строить в 1 квартале 2022 года, открытие в 2026 ?